# Tschechische Fußballbewerbe 1896 bis 1917
In Tschechien wurden schon seit 1896 Fußballbewerbe von den Prager Vereinen SK Slavia Praha, AC Sparta Praha und AC Praha ausgetragen. Die Prager Vereine gründeten den Verband der Prager Deutschen Fußball-Vereine 1900, der bis 1903 bestand. Der Fußballverband Český svaz fotbalový (ČSF), der Vorgänger des Fotbalová asociace České republiky organisierte ab 1902 einen Meisterschaftsbewerb, Mistrovství. Zu Beginn nahmen nur Vereine aus Prag teil, später weitete sich die Meisterschaft auf die Gebiete Mähren und rund um Pilsen aus. Die tschechischen Vereine versuchen 1905 einen Pokalbewerb, den Pohár Dobrocinnosti, englisch Charity Cup, der in einem Gruppenmodus ausgetragen werden sollte, zu initialisieren, bei dem schon die Teilnehmer feststanden und dennoch nicht ausgetragen wurde. Ein Jahr später spielten vier Prager Vereinen diesen Cupbewerb im Gruppenmodus aus, 1908 wurde er erstmals in einem K.-o.-System ausgetragen.

## Tschechische Fußballbewerbe 1896

### Mistrovství Čech a Moravy 1896
Die erste Mistrovství Čech a Moravy startete 1896 mit vier Prager Vereinen: ČFK Kicker Praha, SK Slavia Praha, AC Sparta Praha und AC Praha. Erster Meister wurde der ČFK Kicker Praha, der sich nach der Frühjahrsrunde in DFC Prag umbenannte.
Frühjahr
| Pl. | Verein           | Sp. | S | U | N | Tore    | Quote | Punkte |
| --- | ---------------- | --- | - | - | - | ------- | ----- | ------ |
| 1. | ČFK Kicker Praha | 3   | 2 | 0 | 1 | 004:400 | 1,00  | 04     |
| 2. | SK Slavia Praha  | 3   | 1 | 1 | 1 | 006:200 | 3,00  | 03     |
| 3. | AC Sparta Praha  | 2   | 1 | 1 | 0 | 003:100 | 3,00  | 03     |
| 4. | AC Praha         | 2   | 0 | 0 | 2 | 000:600 | 0,00  | 0      |
| AC = Athletic Club, ČFK = Český footballistický kroužek, DFC = Deutscher Fußball-Club, SK = Sportovní Klub |                  |     |   |   |   |         |       |        |
| Stand: Endstand.                                                                                           |                  |     |   |   |   |         |       |        |

Herbst
| Pl. | Verein          | Sp. | S | U | N | Tore    | Quote | Punkte |
| --- | --------------- | --- | - | - | - | ------- | ----- | ------ |
| 1. | DFC Prag M96a   | 3   | 3 | 0 | 0 | 018:300 | 6,00  | 06     |
| 2. | AC Sparta Praha | 2   | 1 | 0 | 1 | 007:300 | 2,33  | 02     |
| 3. | AC Praha        | 1   | 0 | 0 | 1 | 002:400 | 0,50  | 0      |
| 4. | SK Slavia Praha | 2   | 0 | 0 | 2 | 000:170 | 0,00  | 0      |
| AC = Athletic Club, ČFK = Český footballistický kroužek, DFC = Deutscher Fußball-Club, SK = Sportovní Klub |                 |     |   |   |   |         |       |        |
| Stand: Endstand.                                                                                           |                 |     |   |   |   |         |       |        |

## Tschechische Fußballbewerbe 1897

### Mistrovství Čech a Moravy 1897
Die zweite Mistrovství Čech a Moravy trugen die Prager Vereine in einer Frühjahrsmeisterschaft und in einer Herbstmeisterschaft aus. Beide Meisterschaften wurden mit vier Vereinen gespielt. Im Frühjahr nahm neben dem bekannten Vereinen vom Vorjahr DFC Prag, zwei Mannschaften von SK Slavia Praha, beteiligte sich Český SC Praha mit einer Mannschaft. Im Herbst waren SK Slavia Praha, AC Sparta Praha und zwei Mannschaften von Český SC Praha vertreten. Beide Meisterschaften gewann ein Team von SK Slavia Praha.
Frühjahr
| Pl.                                                                                    | Verein            | Sp. | S | U | N | Tore    | Quote | Punkte |
| -------------------------------------------------------------------------------------- | ----------------- | --- | - | - | - | ------- | ----- | ------ |
| 1.                                                                                     | SK Slavia Praha A | 3   | 3 | 0 | 0 | 008:100 | 8,00  | 06     |
| 2.                                                                                     | SK Slavia Praha B | 3   | 2 | 0 | 1 | 003:300 | 1,00  | 04     |
| 3.                                                                                     | Český SC Praha    | 3   | 1 | 0 | 2 | 000:700 | 0,00  | 02     |
| 4.                                                                                     | DFC Prag M97a     | 3   | 0 | 0 | 3 | 000:000 | 1,00  | 0      |
| AC = Athletic Club, DFC = Deutscher Fußball-Club, SC = Sport Club, SK = Sportovní Klub |                   |     |   |   |   |         |       |        |
| Stand: Endstand.                                                                       |                   |     |   |   |   |         |       |        |

Herbst
| Pl.                                                                                    | Verein           | Sp. | S  | U | N  | Tore    | Quote | Punkte |
| -------------------------------------------------------------------------------------- | ---------------- | --- | -- | - | -- | ------- | ----- | ------ |
| 1.                                                                                     | SK Slavia Praha  | 3   | 3  | 0 | 0  | 011:000 | ∞     | 06     |
| 2.                                                                                     | AC Sparta Praha  | 03  | 02 | 0 | 01 |         |       | 04     |
| 3.                                                                                     | Český SC Praha A | 03  | 01 | 0 | 02 |         |       | 02     |
| 4.                                                                                     | Český SC Praha B | 03  | 0  | 0 | 03 |         |       | 0      |
| AC = Athletic Club, DFC = Deutscher Fußball-Club, SC = Sport Club, SK = Sportovní Klub |                  |     |    |   |    |         |       |        |
| Stand: Endstand.                                                                       |                  |     |    |   |    |         |       |        |

## Tschechische Fußballbewerbe 1898

### Mistrovství Čech a Moravy 1898
Die dritte Austragung des Mistrovství Čech a Moravy von 1898 ist nur das Finale zwischen SK Slavia Praha und AC Praha bekannt, das ACOS mit 2:0 gewann.
Finale
|                 | Ergebnis |          |
| --------------- | -------- | -------- |
| SK Slavia Praha | 2:0      | AC Praha |

AC = Athletic Club, SK = Sportovní Klub

## Tschechische Fußballbewerbe 1899

### Mistrovství Čech a Moravy 1899
Die vierte Austragung des Mistrovství Čech a Moravy von 1898 ist nur das Finale zwischen zwei Mannschaften von SK Slavia Praha ausgetragen.
Finale
|                   | Ergebnis |                   |
| ----------------- | -------- | ----------------- |
| SK Slavia Praha A | 6:1      | SK Slavia Praha B |

SK = Sportovní Klub

## Tschechische Fußballbewerbe 1900

### Mistrovství Čech a Moravy 1900
Die fünfte Austragung des Mistrovství Čech a Moravy von 1898 wurde wieder von zwei Mannschaften von SK Slavia Praha bestritten.
Finale
|                   | Ergebnis |                   |
| ----------------- | -------- | ----------------- |
| SK Slavia Praha A | 9:1      | SK Slavia Praha B |

SK = Sportovní Klub

## Tschechische Fußballbewerbe 1901

### Mistrovství Čech a Moravy 1901
Die sechste Mistrovství Čech a Moravy nahmen 1901 vier Vereine teil: ČAFC Královské Vinohrady, zwei Mannschaften von SK Slavia Praha und AC Praha, der die Meisterschaft gewann.
| Pl.                                                                  | Verein                   | Sp. | S | U | N | Tore    | Quote | Punkte |
| -------------------------------------------------------------------- | ------------------------ | --- | - | - | - | ------- | ----- | ------ |
| 1.                                                                   | SK Slavia Praha A        | 2   | 2 | 0 | 0 | 021:600 | 3,50  | 04     |
| 2.                                                                   | ČAFC Královské Vinohrady | 1   | 1 | 0 | 0 | 002:100 | 2,00  | 02     |
| 3.                                                                   | SK Slavia Praha B        | 1   | 0 | 0 | 1 | 006:110 | 0,55  | 0      |
| 4.                                                                   | SK Union Praha           | 2   | 0 | 0 | 2 | 001:120 | 0,08  | 0      |
| ČAFC = Českolovenský Atletický a fotbalový Club, SK = Sportovní Klub |                          |     |   |   |   |         |       |        |
| Stand: Endstand.                                                     |                          |     |   |   |   |         |       |        |

## Tschechische Fußballbewerbe 1902

### Mistrovství Čech a Moravy 1902
Die siebte Mistrovství Čech a Moravy übernahm inoffiziell der Český svaz footballový (ČSF), der auf Drängen des Vorstandes von SK Slavia Praha mit AC Sparta Praha, SK Meteor Praha VIII, SK Union Praha, SK Olympia Praha VII, FK Horymír Praha, FK Malá Strana Praha, Hradčanský SK Praha, SK Vyšehrad Praha, LK Česká vlajka Praha, SK Olympia Košíře Praha, ČAFC Královské Vinohrady Praha, AFK Karlín Praha, SK Pilsen, FK Union Plzeň und AC Roudnice im Oktober 1901 gegründet wurde. Die Vereine wurden in zwei Gruppen, in A skupina und B skupina eingeteilt, der Gruppensieger spielte im Finale um den Meister, die zwei Gruppenzweiten um den dritten Platz. Der Endstand der Tabellen ist nur teilweise bekannt. Meister wurde ČAFC Královské Vinohrady Praha.
Gruppe A
| Pl. | Verein                           | Sp. | S | U | N | Tore    | Quote | Punkte |
| --- | -------------------------------- | --- | - | - | - | ------- | ----- | ------ |
| 1. | ČAFC Královské Vinohrady Praha A | 4   | 4 | 0 | 0 | 029:300 | 9,67  | 08     |
| 2. | AC Sparta Praha                  | 4   | 3 | 0 | 1 | 027:600 | 4,50  | 06     |
| 3. | SK Olympia Praha VII             | 3   | 3 | 0 | 0 | 021:110 | 1,91  | 06     |
| 4. | SK Praha VII                     | 5   | 2 | 1 | 2 | 010:140 | 0,71  | 05     |
| 5. | FK Horymír Praha                 | 3   | 1 | 1 | 1 | 009:800 | 1,13  | 03     |
| 6. | Česká vlajka Praha               | 5   | 1 | 1 | 3 | 006:290 | 0,21  | 03     |
| 7. | SK Union Praha A                 |     |   |   |   |         |       |        |
| 8. | AC Praha                         |     |   |   |   |         |       |        |
| 9. | SK Union Praha B                 |     |   |   |   |         |       |        |
| 10. | SK Viktoria Karlín Praha         |     |   |   |   |         |       |        |
| 11. | SK Viktoria Žižkov Praha         |     |   |   |   |         |       |        |
| AC = Athletic Club, ČAFC = Českolovenský Atletický a fotbalový Club, FK = Futbalový Klub, SK = Sportovní Klub |                                  |     |   |   |   |         |       |        |
| Stand: Endstand.                                                                                              |                                  |     |   |   |   |         |       |        |

Gruppe B
| Pl. | Verein                           | Sp. | S | U | N | Tore    | Quote | Punkte |
| --- | -------------------------------- | --- | - | - | - | ------- | ----- | ------ |
| 1. | AFK Karlín Praha A               | 8   | 8 | 0 | 0 | 050:200 | 25,00 | 16     |
| 2. | ČAFC Královské Vinohrady Praha B | 6   | 5 | 0 | 1 | 019:400 | 4,75  | 10     |
| 3. | AFK Karlín Praha B               | 8   | 3 | 3 | 2 | 014:190 | 0,74  | 09     |
| 4. | FK Malá Strana Praha             | 8   | 3 | 1 | 4 | 014:150 | 0,93  | 07     |
| 5. | Staroměstský SK Praha            | 7   | 3 | 1 | 3 | 007:140 | 0,50  | 07     |
| 6. | SK Urania Praha                  | 6   | 1 | 3 | 2 | 007:190 | 0,37  | 05     |
| 7. | SK Meteor Praha VIII             | 4   | 1 | 1 | 2 | 004:500 | 0,80  | 03     |
| 8. | SK Hradčany Praha                | 5   | 1 | 1 | 3 | 006:200 | 0,30  | 03     |
| 0. | SK Čechie Karlín Praha           | 5   | 1 | 1 | 3 | 006:200 | 0,30  | 03     |
| AFK = Atletický a fotbalový klub, ČAFC = Českolovenský Atletický a fotbalový Club, FK = Futbalový Klub, SK = Sportovní Klub |                                  |     |   |   |   |         |       |        |
| Stand: Endstand. |                                  |     |   |   |   |         |       |        |

Spiel um den 3. Platz
|                                  | Ergebnis |                 |
| -------------------------------- | -------- | --------------- |
| ČAFC Královské Vinohrady Praha B | 5:0      | AC Sparta Praha |

Finale
|                                  | Gesamt |            | Hinspiel | Rückspiel |
| -------------------------------- | ------ | ---------- | -------- | --------- |
| ČAFC Královské Vinohrady Praha A | 7:3    | AFK Karlín | 2:2      | 5:1       |

## Tschechische Fußballbewerbe 1903

### Mistrovství ČSF 1903
Erstmals wurde die Mistrovství 1903 vom ČSF (ČSF) organisiert, der die Meisterschaft auf sechs Mannschaften reduzierte. Die Meisterschaft wurde nach drei Runden abgebrochen und nicht mehr zu Ende gespielt. Führender Verein war die zweite Mannschaft von SK Slavia Praha. Die Meisterschaft wurde nicht zu Ende gespielt.
| Pl. | Verein                         | Sp. | S | U | N | Tore    | Quote | Punkte |
| --- | ------------------------------ | --- | - | - | - | ------- | ----- | ------ |
| 1. | SK Slavia Praha B              | 3   | 2 | 1 | 0 | 009:300 | 3,00  | 05     |
| 2. | SK Smíchov Praha               | 2   | 1 | 1 | 0 | 006:400 | 1,50  | 03     |
| 3. | AFK Karlín Praha               | 2   | 1 | 1 | 0 | 003:100 | 3,00  | 03     |
| 4. | ČAFC Královské Vinohrady Praha | 3   | 1 | 1 | 1 | 004:400 | 1,00  | 03     |
| 5. | SK Meteor Praha VIII           | 4   | 0 | 0 | 4 | 001:110 | 0,09  | 0      |
| 06. | SK Union Praha                 |     |   |   |   |         |       |        |
| AC = Athletic Club, AFK = Atletický a fotbalový klub, ČAFC = Českolovenský Atletický a fotbalový Club, SK = Sportovní Klub |                                |     |   |   |   |         |       |        |
| Stand: Endstand. |                                |     |   |   |   |         |       |        |

Folgende Mannschaften haben ihre Teilnahme zurückgezogen: SK Union Praha

## Tschechische Fußballbewerbe 1904
In der Saison 1904 wurden keine offiziellen Bewerbe wie etwa den  Mistrovství ČSF ausgetragen. Als Grund dafür waren wahrscheinlich Unstimmigkeiten der Vereine im ČSF.

## Tschechische Fußballbewerbe 1905

### Pohár Dobrocinnosti 1905
Die tschechischen Vereine wollten einen Fußballbewerb austragen, den sie Pohár Dobrocinnosti, englisch Charity Cup, tauften. Dieser wurde in dieser Saison nie ausgespielt. Folgende Teilnehmer sollten am Pohár Dobrocinnosti teilnehmen:
- ČAFC Královské Vinohrady Praha
- SK Čechie Karlín Praha
- SK Český Brod
- SK Meteor Praha VIII
- Novoměstský SK
- AFK Smíchov Praha
- SK Říčany
- AC Sparta Praha A
- AC Sparta Praha B

AC = Athletic Club, AFK = Atletický a fotbalový klub, ČAFC = Českolovenský Atletický a fotbalový Club, SK = Sportovní Klub

## Tschechische Fußballbewerbe 1906

### Pohár Dobrocinnosti 1906
Die Prager Vereine unternahmen einen neuen Versuch den Pohár Dobrocinnosti in einem Gruppenmodus auszutragen und das mit Erfolg. Die ersten drei Vereine spielten in einem Play-off den Gewinner des Bewerbs aus. Sieger wurde der SK Smíchov Praha.
| Pl.                                                                                      | Verein                         | Sp. | S | U | N | Tore    | Quote | Punkte |
| ---------------------------------------------------------------------------------------- | ------------------------------ | --- | - | - | - | ------- | ----- | ------ |
| 1.                                                                                       | SK Smíchov Praha               | 3   | 2 | 0 | 1 | 016:500 | 3,20  | 04     |
| 2.                                                                                       | AC Sparta Praha                | 3   | 2 | 0 | 1 | 008:400 | 2,00  | 04     |
| 3.                                                                                       | SK Meteor Praha VIII           | 3   | 2 | 0 | 1 | 004:100 | 0,40  | 04     |
| 4.                                                                                       | ČAFC Královské Vinohrady Praha | 3   | 0 | 0 | 3 | 001:100 | 0,10  | 0      |
| AC = Athletic Club, ČAFC = Českolovenský Atletický a fotbalový Club, SK = Sportovní Club |                                |     |   |   |   |         |       |        |
| Stand: Endstand.                                                                         |                                |     |   |   |   |         |       |        |

Folgende Mannschaften haben ihre Teilnahme zurückgezogen: SK Slavia Praha B, SK Pilsen
Play-off
|                  | Ergebnis |                      |
| ---------------- | -------- | -------------------- |
| SK Smíchov Praha | 1:0      | SK Meteor Praha VIII |
| AC Sparta Praha  | 2:5      | SK Smíchov Praha     |

## Tschechische Fußballbewerbe 1907

### Pohár Dobrocinnosti 1907
In einer zweiten Auflage von Vereinen aus der Hauptstadt Prag und deren Umkreis wurden im Pohár Dobrocinnosti 1907 die zehn Mannschaften in zwei Gruppen eingeteilt, deren Gruppensieger in einem Finale um den Gewinn des Bewerbs spielte. SK Smíchov Praha, der Gewinner der Gruppe A, gewann mit 3:1 gegen die zweite Mannschaft des AC Sparta Praha, der in der Gruppe B siegreich war.
Gruppe A
| Pl.                                                                       | Verein                   | Sp. | S | U | N | Tore    | Quote | Punkte |
| ------------------------------------------------------------------------- | ------------------------ | --- | - | - | - | ------- | ----- | ------ |
| 1.                                                                        | SK Smíchov Praha         | 4   | 4 | 0 | 0 | 017:500 | 3,40  | 08     |
| 2.                                                                        | AC Sparta Praha          | 2   | 1 | 0 | 1 | 007:200 | 3,50  | 02     |
| 3.                                                                        | SK Viktoria Žižkov Praha | 3   | 1 | 0 | 2 | 006:100 | 0,60  | 02     |
| 4.                                                                        | SK Meteor Praha VIII     | 3   | 1 | 0 | 2 | 003:100 | 0,30  | 02     |
| 5.                                                                        | SK Slavia B              | 2   | 0 | 0 | 2 | 002:800 | 0,25  | 0      |
| AC = Athletic Club, AFK = Atletický a fotbalový klub, SK = Sportovní Klub |                          |     |   |   |   |         |       |        |
| Stand: Endstand.                                                          |                          |     |   |   |   |         |       |        |

Gruppe B
| Pl.                                                                       | Verein                 | Sp. | S | U | N | Tore    | Quote | Punkte |
| ------------------------------------------------------------------------- | ---------------------- | --- | - | - | - | ------- | ----- | ------ |
| 1.                                                                        | AC Sparta Praha B      | 3   | 3 | 0 | 0 | 019:000 | ∞     | 06     |
| 2.                                                                        | AFK Vršovice           | 3   | 2 | 0 | 1 | 005:600 | 0,83  | 04     |
| 3.                                                                        | SK Čechie Karlín Praha | 3   | 0 | 1 | 2 | 005:130 | 0,38  | 01     |
| 4.                                                                        | SK Čechie Malá Strana  | 3   | 0 | 1 | 2 | 004:140 | 0,29  | 01     |
| 05.                                                                       | SK Union Praha         |     |   |   |   |         |       |        |
| AC = Athletic Club, AFK = Atletický a fotbalový klub, SK = Sportovní Klub |                        |     |   |   |   |         |       |        |
| Stand: Endstand.                                                          |                        |     |   |   |   |         |       |        |

Folgende Mannschaften haben ihre Teilnahme zurückgezogen: Staroměstský SK
Finale
|                  | Ergebnis |                   |
| ---------------- | -------- | ----------------- |
| SK Smíchov Praha | 3:1      | AC Sparta Praha B |

## Tschechische Fußballbewerbe 1908

### Pohár Dobrocinnosti 1908
Im dritten Pohár Dobrocinnosti von 1908 spielten in einer Play-off-artigen Vorrunde die zweite Mannschaft des SK Slavia Praha, SK Smíchov Praha, AC Sparta Praha, AFK Karlín Praha um den Einzug ins Finale, das die zweite Mannschaft des SK Slavia Praha gewann, weil der AC Sparta Praha aufgeben musste.
Vorrunde
|                   | Ergebnis |                  |
| ----------------- | -------- | ---------------- |
| SK Slavia Praha B | 4:3      | SK Smíchov Praha |
| AC Sparta Praha   | 5:2      | AFK Karlín Praha |
| SK Slavia Praha B | 6:2      | AFK Karlín Praha |

Finale
|                   | Ergebnis |                 |
| ----------------- | -------- | --------------- |
| SK Slavia Praha B | P08a     | AC Sparta Praha |

SK = Sportovní Klub, AC = Athletic Club

## Tschechische Fußballbewerbe 1909

### Pohár Dobrocinnosti 1909
Die vierte Ausgabe des Pohár Dobrocinnosti im Jahr 1909, der erstmals im Pokalsystem ausgetragen wurde, begann mit einer Vorrunde um die acht Teilnehmer für das Viertelfinale zu ermitteln. Im Finale besiegte AC Sparte Praha den Lokalrivalen SK Smíchov Praha mit 3:1.
Vorrunde
|                | Ergebnis |                |
| -------------- | -------- | -------------- |
| SK Letná Praha | 3:2      | Novoměstský SK |

Viertelfinale
|                                | Ergebnis |                   |
| ------------------------------ | -------- | ----------------- |
| AC Sparta Praha                | 5:1      | SK Letná Praha    |
| SK Smíchov Praha               | 3:0      | AFK Kolín         |
| ČAFC Královské Vinohrady Praha | 1:0      | SK Čechie Smíchov |
| SK Viktoria Žižkov Praha       | 1:0      | SK Slavia Praha B |

Halbfinale
|                  | Ergebnis |                                |
| ---------------- | -------- | ------------------------------ |
| SK Smíchov Praha | 2:0      | SK Viktoria Žižkov Praha       |
| AC Sparta Praha  | 2:0      | ČAFC Královské Vinohrady Praha |

Finale
|                 | Ergebnis |                  |
| --------------- | -------- | ---------------- |
| AC Sparta Praha | 3:1      | SK Smíchov Praha |

AC = Athletic Club, AFK = Atletický a fotbalový klub, ČAFC = Českolovenský Atletický a fotbalový Club, SK = Sportovní Klub

## Tschechische Fußballbewerbe 1910

### Pohár Dobrocinnosti 1910
Für den fünften Pohár Dobrocinnosti 1910 waren SK Slavia Praha, SK Smíchov Praha und AC Sparta Praha für das Halbfinale qualifiziert. Der vierte Teilnehmer wurde in einer Vorrunde ermittelt, die in drei Runden, in denen manche Vereine Freilose erhielten, ausgespielt. In dieser Qualifikation ging der AFK Kolín hervor. Im Halbfinale siegte dennoch der SK Smíchov Praha, der im Finale den SK Slavia Praha mit 5:2 besiegte.
1. Runde
|                  | Ergebnis |                   |
| ---------------- | -------- | ----------------- |
| AFK Karlín Praha | 5:3      | SK Bubeneč        |
| SK Praha VII     | 9:1      | SK Čechie Smíchov |
| SK Čechie Karlín | 13:1     | AFK Albertov      |

Freilos: SK Meteor Vinohrady
2. Runde
|                  | Ergebnis |                     |
| ---------------- | -------- | ------------------- |
| AFK Karlín Praha | 3:1      | SK Meteor Vinohrady |
| SK Praha VII     | 3:1      | SK Čechie Karlín    |

3. Runde
|           | Ergebnis |              |
| --------- | -------- | ------------ |
| AFK Kolín | 4:2      | SK Praha VII |

Freilos: SK Slavia Praha, SK Smíchov Praha, AC Sparta Praha
Halbfinale
|                  | Ergebnis |                 |
| ---------------- | -------- | --------------- |
| SK Slavia Praha  | 5:1      | AC Sparta Praha |
| SK Smíchov Praha | 6:3      | AFK Kolín       |

Finale
|                  | Ergebnis |                 |
| ---------------- | -------- | --------------- |
| SK Smíchov Praha | 5:2      | SK Slavia Praha |

AC = Athletic Club, AFK = Atletický a fotbalový klub. SK = Sportovní Klub

## Tschechische Fußballbewerbe 1911

### Pohár Dobrocinnosti 1911
Der Pohár Dobrocinnosti 1911, der zum sechsten Mal ausgetragen wurde, ging über 6 Runden. In den ersten drei Runden hatten SK Praha II in der ersten Runde, SK Slavia Praha, SK Smíchov Praha und AC Sparta Praha in der zweiten Runde Freilose. AFK Kolín war für das Halbfinale qualifiziert und sich gegen SSK Olympia Praha I im Halbfinale mit 2:1 knapp durchsetzte. Im anderen Halbfinale gewann SK Slavia Praha gegen SK Slavoj Žižkov mit 6:0. Die Spartaner siegten 4:1 im Finale.
1. Runde
|                          | Ergebnis |                                |
| ------------------------ | -------- | ------------------------------ |
| SSK Olympia Praha I      | 4:0      | SK Olympia Praha VII           |
| SK Meteor Vinohrady      | 5:1      | Vinohradský SK                 |
| SK Slavoj Žižkov         | 15:0     | Sportovní sdružení 1910        |
| SK Bubeneč               | 5:1      | SK Praha VII                   |
| SK Viktoria Žižkov Praha | 12:0     | SK Letná Praha                 |
| AFK Union Žižkov         | 8:0      | Novoměstský SK                 |
| SK Meteor Praha VIII     | 5:2      | ČAFC Královské Vinohrady Praha |

Freilos: SK Praha II
2. Runde
|                      | Ergebnis |                          |
| -------------------- | -------- | ------------------------ |
| SK Slavoj Žižkov     | 4:2      | SK Bubeneč               |
| AFK Union Žižkov     | 4:3      | SK Praha II              |
| SK Meteor Praha VIII | 2:2 P11a | SK Viktoria Žižkov Praha |
| SSK Olympia Praha I  | 2:2      | SK Meteor Vinohrady      |

Freilos: SK Slavia Praha, SK Smíchov Praha, AC Sparta Praha
Entscheidungsspiele
|                     | Ergebnis |                     |
| ------------------- | -------- | ------------------- |
| SSK Olympia Praha I | 7:0      | SK Meteor Vinohrady |

Viertelfinale
|                     | Ergebnis |                      |
| ------------------- | -------- | -------------------- |
| AFK Karlín Praha    | 3:2      | AC Sparta Praha      |
| SK Slavia Praha     | 12:0     | AFK Union Žižkov     |
| SSK Olympia Praha I | 4:0      | SK Meteor Praha VIII |
| SK Slavoj Žižkov    | 1:1      | SK Smíchov Praha     |

Freilos: AFK Kolín
Entscheidungsspiele
|                  | Ergebnis |                  |
| ---------------- | -------- | ---------------- |
| SK Slavoj Žižkov | 2:1      | SK Smíchov Praha |

Halbfinale
|                 | Ergebnis |                     |
| --------------- | -------- | ------------------- |
| SK Slavia Praha | 6:0      | SK Slavoj Žižkov    |
| AFK Kolín       | 2:1      | SSK Olympia Praha I |

Finale
|                 | Ergebnis |           |
| --------------- | -------- | --------- |
| SK Slavia Praha | 4:1      | AFK Kolín |

AFK = Atletický a fotbalový klub, SK = Sportovní Klub, ČAFC = Českolovenský Atletický a fotbalový Club, SSK = ???

## Tschechische Fußballbewerbe 1912

### Mistrovstvi CSF 1912
Der tschechische Verband Český svaz fotbalový (ČSF) spielte eine eigene Meisterschaft ohne die slowakischen Klubs aus, an dem die Sieger der vier Gaumeisterschaften teilnahmen. Die Meisterschaft der CSF wurde die Vorrunde in vier Gruppen mit insgesamt 16 Mannschaften, die laut Quellenangaben bekannt sind, ausgespielt. Elf Teilnehmer kamen aus Prag, ein aus der böhmischen Stadt Pilsen und vier aus dem Kronland Mähren. Das Finale bestritten der AC Sparta Prag und der AFK Kolín. Das erste Spiel endete 1:1, im Entscheidungsspiel gewann der AC Sparta Prag mit 4:0.
Gruppe Böhmen A
| Pl.                                                                                      | Verein                         | Sp. | S | U | N | Tore    | Quote | Punkte |
| ---------------------------------------------------------------------------------------- | ------------------------------ | --- | - | - | - | ------- | ----- | ------ |
| 1.                                                                                       | AC Sparta Praha                | 7   | 7 | 0 | 0 | 023:600 | 3,83  | 14     |
| 2.                                                                                       | SK Slavia Praha                | 7   | 5 | 0 | 2 | 022:600 | 3,67  | 10     |
| 3.                                                                                       | SK Viktoria Žižkov Praha       | 7   | 5 | 0 | 2 | 026:900 | 2,89  | 10     |
| 4.                                                                                       | SK Kladno                      | 7   | 5 | 0 | 2 | 022:180 | 1,22  | 10     |
| 5.                                                                                       | SK Olympia Praha I             | 7   | 2 | 1 | 4 | 007:230 | 0,30  | 05     |
| 6.                                                                                       | ČAFC Královské Vinohrady Praha | 7   | 2 | 0 | 5 | 010:160 | 0,63  | 04     |
| 7.                                                                                       | SK Meteor Praha VIII           | 7   | 1 | 0 | 6 | 007:290 | 0,24  | 02     |
| 8.                                                                                       | SK Pardubice                   | 7   | 0 | 1 | 6 | 007:200 | 0,35  | 01     |
| AC = Athletic Club, ČAFC = Českolovenský Atletický a fotbalový Club, SK = Sportovní Klub |                                |     |   |   |   |         |       |        |
| Stand: Endstand.                                                                         |                                |     |   |   |   |         |       |        |

Gruppe Böhmen B
| Pl.                                                   | Verein                              | Sp. | S | U | N | Tore | Quote | Punkte |
| ----------------------------------------------------- | ----------------------------------- | --- | - | - | - | ---- | ----- | ------ |
| 1.                                                    | AFK Karlín Praha                    |     |   |   |   |      |       | 19     |
| 2.                                                    | SK Praha VII                        |     |   |   |   |      |       | 15     |
| 3.                                                    | SK Smíchov Praha                    |     |   |   |   |      |       | 12     |
| 4.                                                    | SK Sparta Kladno                    |     |   |   |   |      |       | 11     |
| 5.                                                    | SK Libeň Praha                      |     |   |   |   |      |       | 11     |
| 6.                                                    | AFK Vršovice Praha                  |     |   |   |   |      |       | 10     |
| 7.                                                    | SK Slavoj Žižkov Praha              |     |   |   |   |      |       | 10     |
| 8.                                                    | SK Bubeneč Praha                    |     |   |   |   |      |       | 10     |
| 9.                                                    | AFK Union Žižkov Praha              |     |   |   |   |      |       | 9      |
| 10.                                                   | SK Letná Praha                      |     |   |   |   |      |       | 6      |
| 11.                                                   | SK Hradec Králové                   |     |   |   |   |      |       | 6      |
| 12.                                                   | SK Meteor Královské Vinohrady Praha |     |   |   |   |      |       | 1      |
| AFK = Atletický a fotbalový klub, SK = Sportovní Klub |                                     |     |   |   |   |      |       |        |
| Stand: Endstand.                                      |                                     |     |   |   |   |      |       |        |

Gruppe Mähren
| Pl.                 | Verein               | Sp. | S | U | N | Tore    | Quote | Punkte |
| ------------------- | -------------------- | --- | - | - | - | ------- | ----- | ------ |
| 1.                  | Moravská Slavia Brno | 3   | 3 | 0 | 0 | 000:000 | 1,00  | 06     |
| 2.                  | SK Hana Kromeriz     | 3   | 2 | 0 | 1 | 000:000 | 1,00  | 04     |
| 3.                  | SK Prerov            | 3   | 1 | 0 | 2 | 000:000 | 1,00  | 02     |
| 4.                  | SK Olomouc ASO       | 3   | 0 | 0 | 3 | 000:000 | 1,00  | 0      |
| SK = Sportovní Klub |                      |     |   |   |   |         |       |        |
| Stand: Endstand.    |                      |     |   |   |   |         |       |        |

Gruppe Pilsen
| Pl.                 | Verein              | Sp. | S | U | N | Tore    | Quote | Punkte |
| ------------------- | ------------------- | --- | - | - | - | ------- | ----- | ------ |
| 1.                  | SK Pilsen           | 4   | 4 | 0 | 0 | 023:500 | 4,60  | 08     |
| 2.                  | SK Olympia Plzeň    | 4   | 3 | 0 | 1 | 017:800 | 2,13  | 06     |
| 3.                  | SK Český Lev Plzeň  | 4   | 1 | 1 | 2 | 009:100 | 0,90  | 03     |
| 4.                  | SK Slavia Plzeň     | 4   | 0 | 2 | 2 | 009:200 | 0,45  | 02     |
| 5.                  | SK Viktoria Plzeň   | 4   | 0 | 1 | 3 | 007:220 | 0,32  | 01     |
| 6.                  | FC Union Plzeň M12a | 0   | 0 | 0 | 0 | 000:000 | 1,00  | 0      |
| SK = Sportovní Klub |                     |     |   |   |   |         |       |        |
| Stand: Endstand.    |                     |     |   |   |   |         |       |        |

Semifinale
|                 | Ergebnis |                         |
| --------------- | -------- | ----------------------- |
| AC Sparta Praha | 6:3      | SK Moravská Slavia Brno |
| AFK Kolín       | 6:3      | SK Pilsen               |

Finale
Im ersten Spiel trennten sich beide Vereine mit 1: unentschieden. Daher musste laut Reglement das Finalspiel wiederholt werden, das der AC Sparta Prahe mit 4:0 gewann.
|                 | Ergebnis |           |
| --------------- | -------- | --------- |
| AC Sparta Praha | 1:1      | AFK Kolín |

Entscheidungsspiel
|                 | Ergebnis |           |
| --------------- | -------- | --------- |
| AC Sparta Praha | 4:0      | AFK Kolín |

### Pohár Dobrocinnosti 1912
Der siebente Pohár Dobrocinnosti von 1912 wurde über vier Runden im Pokalsystem ausgetragen. Für das Viertelfinale waren AFK Karlín Praha, SK Slavia Praha, SK Slavoj Žižkov, SSK Olympia Praha I qualifiziert. Siegreich waren andere Mannschaften in diesem Viertelfinale, SK Slavia Praha und SK Slavoj Žižkov erreichten das Halbfinale. Im Halbfinale setzten sich ihre Gegner durch und das Finale konnte der AC Sparta Prag gegen den SK Viktoria Žižkov Praha mit 4:3 besiegen.
1. Runde
|                                | Ergebnis |                          |
| ------------------------------ | -------- | ------------------------ |
| SK Meteor Vinohrady            | 8:0      | SK Čechie Praha I        |
| SK Sparta Kladno               | 9:2      | Novoměstský SK           |
| Studentský HC Karlín           | 3:2      | SK Čechie Karlín         |
| SK Smíchov Praha               | 0:0      | SK Viktoria Žižkov Praha |
| SK Meteor Praha VIII           | 1:1      | SK Bubeneč               |
| ČAFC Královské Vinohrady Praha | 0:0      | AFK Union Žižkov         |
| SK Praha VII                   | P12a     | Nuselský SK              |

Freilos: SK Nusle
Entscheidungsspiele
|                                | Ergebnis |                          |
| ------------------------------ | -------- | ------------------------ |
| SK Smíchov Praha               | 2:3      | SK Viktoria Žižkov Praha |
| SK Meteor Praha VIII           | 6:0      | SK Bubeneč               |
| ČAFC Královské Vinohrady Praha | 1:2      | AFK Union Žižkov         |

2. Runde
|                          | Ergebnis |                      |
| ------------------------ | -------- | -------------------- |
| SK Meteor Praha VIII     | 8:0      | Studenstký HC Karlín |
| SK Sparta Kladno         | 3:0      | SK Nusle             |
| SK Meteor Vinohrady      | 2:0      | AFK Union Žižkov     |
| SK Viktoria Žižkov Praha | 3:0      | SK Praha VII         |

Freilos: AFK Karlín Praha, SK Slavia Praha, SK Slavoj Žižkov, SSK Olympia Praha I
Viertelfinale
|                          | Ergebnis  |                      |
| ------------------------ | --------- | -------------------- |
| SK Viktoria Žižkov Praha | 3:3, P12b | SK Sparta Kladno     |
| SK Slavia Praha          | 5:2       | AFK Karlín Praha     |
| SSK Olympia Praha I      | 2:4       | SK Meteor Vinohrady  |
| SK Slavoj Žižkov         | 5:3       | SK Meteor Praha VIII |

Halbfinale
|                          | Ergebnis |                     |
| ------------------------ | -------- | ------------------- |
| SK Viktoria Žižkov Praha | 4:0      | SK Meteor Vinohrady |
| SK Slavia Praha          | P12c     | SK Slavoj Žižkov    |

Finale
|                 | Ergebnis |                          |
| --------------- | -------- | ------------------------ |
| SK Slavia Praha | 4:3      | SK Viktoria Žižkov Praha |

### Meisterschaft DFVfB 1912
Der Deutsche Fußball-Verband für Böhmen trug in dieser Saison seine erste Meisterschaft aus.

## Tschechische Fußballbewerbe 1913

### Mistrovstvi Cech 1913
Der tschechische Verband Český svaz fotbalový (ČSF) spielte eine eigene Meisterschaft ohne die slowakischen Klubs aus, an dem die Sieger der vier Gaumeisterschaften teilnahmen. Die Meisterschaft der CSF wurde die Vorrunde in vier Gruppen mit insgesamt 21 Mannschaften, die laut Quellenangaben bekannt sind, ausgespielt. Acht Teilnehmer kamen aus Prag und aus der böhmischen Stadt Pilsen und fünf aus dem Kronland Mähren. Das Finale bestritten der SK Slavia Prag und der SK Moravská Slavia Brno, das die Hauptstädter mit 2:0 für sich entschieden.
Prag 1. Klasse
| Pl.              | Verein                         | Sp. | S | U | N | Tore    | Quote | Punkte |
| ---------------- | ------------------------------ | --- | - | - | - | ------- | ----- | ------ |
| 1.               | SK Slavia Praha                | 7   | 6 | 0 | 1 | 037:100 | 3,70  | 12     |
| 2.               | AC Sparta Praha                | 7   | 5 | 1 | 1 | 056:700 | 8,00  | 11     |
| 3.               | SK Viktoria Žižkov Praha       | 7   | 5 | 1 | 1 | 044:800 | 5,50  | 11     |
| 4.               | SK Kladno                      | 7   | 4 | 0 | 3 | 021:130 | 1,62  | 08     |
| 5.               | ČAFC Královské Vinohrady Praha | 7   | 3 | 0 | 4 | 011:240 | 0,46  | 06     |
| 6.               | SK Praha VII                   | 7   | 2 | 1 | 4 | 009:290 | 0,31  | 05     |
| 7.               | AFK Kolín                      | 7   | 1 | 1 | 5 | 009:260 | 0,35  | 03     |
| 8.               | SK Olympia Praha I             | 7   | 0 | 0 | 7 | 002:200 | 1,00  | 0      |
| Stand: Endstand. |                                |     |   |   |   |         |       |        |

Gruppe Mähren
| Pl.              | Verein                  | Sp. | S | U | N | Tore    | Quote | Punkte |
| ---------------- | ----------------------- | --- | - | - | - | ------- | ----- | ------ |
| 1.               | SK Moravská Slavia Brno | 8   | 7 | 1 | 0 | 038:900 | 4,22  | 15     |
| 2.               | SK Haná Kroměříž        | 8   | 6 | 1 | 1 | 045:120 | 3,75  | 13     |
| 3.               | SK Přerov               | 8   | 4 | 0 | 4 | 023:210 | 1,10  | 08     |
| 4.               | SK Prostějov            | 8   | 1 | 0 | 7 | 008:380 | 0,21  | 02     |
| 5.               | SK Olomouc              | 8   | 1 | 0 | 7 | 008:420 | 0,19  | 02     |
| Stand: Endstand. |                         |     |   |   |   |         |       |        |

Gruppe Pilsen
| Pl.                 | Verein             | Sp. | S | U | N | Tore | Quote | Punkte |
| ------------------- | ------------------ | --- | - | - | - | ---- | ----- | ------ |
| 1.                  | SK Pilsen          |     |   |   |   |      |       |        |
| .                   | SK Olympia Plzeň   |     |   |   |   |      |       |        |
| .                   | SK Viktoria Plzeň  |     |   |   |   |      |       |        |
| .                   | SK Český Lev Plzeň |     |   |   |   |      |       |        |
| .                   | SK Slavia Plzeň    |     |   |   |   |      |       |        |
| .                   | FC Union Plzeň     |     |   |   |   |      |       |        |
| .                   | SK Slovan Škvrňavy |     |   |   |   |      |       |        |
| .                   | SK Smíchov Plzeň   |     |   |   |   |      |       |        |
| SK = Sportovní Klub |                    |     |   |   |   |      |       |        |
| Stand: Endstand.    |                    |     |   |   |   |      |       |        |

Finale
|                 | Ergebnis |                         |
| --------------- | -------- | ----------------------- |
| SK Slavia Praha | 2:0      | SK Moravská Slavia Brno |

### Pohár Dobrocinnosti 1913
Im achten Pohár Dobrocinnosti von 1913 spielten im Halbfinale ČAFC Královské Vinohrady Praha, SK Kladno, SK Slavia Praha und SK Viktoria Žižkov Praha um den Einzug ins Finale, das Žižkov gewann.
Halbfinale
|                                | Ergebnis |                          |
| ------------------------------ | -------- | ------------------------ |
| SK Slavia Praha                | 3:1      | SK Kladno                |
| ČAFC Královské Vinohrady Praha | 0:0      | SK Viktoria Žižkov Praha |

Entscheidungsspiel
|                                | Ergebnis |                          |
| ------------------------------ | -------- | ------------------------ |
| ČAFC Královské Vinohrady Praha | 0:8      | SK Viktoria Žižkov Praha |

Finale
|                 | Ergebnis |                          |
| --------------- | -------- | ------------------------ |
| SK Slavia Praha | 0:2      | SK Viktoria Žižkov Praha |

ČAFC = Českolovenský Atletický a fotbalový Club. SK = Sportovní Klub

### Meisterschaft DFVfB 1913
Der Deutsche Fußball-Verband für Böhmen trug in dieser Saison seine zweite und letzte Meisterschaft aus.

## Tschechische Fußballbewerbe 1914

### Mistrovstvi Cech 1914
In Tschechien gab es keine Quellenangaben über Bewerbsspiele, in Mähren wurde eine Meisterschaft ausgetragen, deren Meister, SK Moravská Slavia Brno, daher tschechischer Meister nennen dürfte.
Gruppe Mähren
| Pl.              | Verein                  | Sp. | S | U | N | Tore | Quote | Punkte |
| ---------------- | ----------------------- | --- | - | - | - | ---- | ----- | ------ |
| 1.               | SK Moravská Slavia Brno |     |   |   |   |      |       |        |
| 2.               | SK Haná Kroměříž        |     |   |   |   |      |       |        |
| Stand: Endstand. |                         |     |   |   |   |      |       |        |

### Pohár Dobrocinnosti 1914
Im neunten Pohár Dobrocinnosti von 1914 spielten im Halbfinale AC Sparta Praha, SK Kladno, SK Slavia Praha und SK Viktoria Žižkov Praha um den Einzug ins Finale, das Žižkov gewann.
Halbfinale
|                          | Ergebnis |                  |
| ------------------------ | -------- | ---------------- |
| SK Viktoria Žižkov Praha | 1:0      | AC Sparta Praha  |
| SK Slavia Praha          | 3:1      | SK Sparta Kladno |

Finale
|                          | Ergebnis |                 |
| ------------------------ | -------- | --------------- |
| SK Viktoria Žižkov Praha | 1:0      | SK Slavia Praha |

SK = Sportovní Klub, AC = Athletic Club

## Tschechische Fußballbewerbe 1915

### Mistrovstvi Cech 1915
Der tschechische Verband Český svaz fotbalový (ČSF) spielte eine eigene Meisterschaft ohne die slowakischen Klubs aus, an dem die Sieger der zwei Gaumeisterschaften teilnahmen. Die Meisterschaft der CSF wurde die Vorrunde in zwei Gruppen mit insgesamt 16 Mannschaften, die laut Quellenangaben bekannt sind, ausgespielt. Acht Teilnehmer kamen aus Prag und aus der böhmischen Stadt Pilsen. Das Finale bestritten der SK Slavia Prag und der SK Smíchov Plzeň, das die Hauptstädter mit 14:0 gewannen.
Prag 1. Klasse
| Pl.              | Verein                         | Sp. | S | U | N | Tore | Quote | Punkte |
| ---------------- | ------------------------------ | --- | - | - | - | ---- | ----- | ------ |
| 1.               | SK Slavia Praha M15a           |     |   |   |   |      |       |        |
| .                | ČAFC Královské Vinohrady Praha |     |   |   |   |      |       |        |
| .                | SK Libeň                       |     |   |   |   |      |       |        |
| .                | SK Meteor Praha VIII           |     |   |   |   |      |       |        |
| .                | AFK Union Žižkov               |     |   |   |   |      |       |        |
| .                | SK Viktoria Žižkov Praha       |     |   |   |   |      |       |        |
| .                | AC Sparta                      |     |   |   |   |      |       |        |
| .                | SK Olympia Praha I             |     |   |   |   |      |       |        |
| Stand: Endstand. |                                |     |   |   |   |      |       |        |

Gruppe Plzeň
| Pl.              | Verein             | Sp. | S | U | N | Tore | Quote | Punkte |
| ---------------- | ------------------ | --- | - | - | - | ---- | ----- | ------ |
| 1.               | SK Smíchov Plzeň   |     |   |   |   |      |       |        |
| .                | SK Olympia Plzeň   |     |   |   |   |      |       |        |
| .                | SK Viktoria Plzeň  |     |   |   |   |      |       |        |
| .                | SK Pilsen          |     |   |   |   |      |       |        |
| .                | SK Český Lev Plzeň |     |   |   |   |      |       |        |
| .                | SK Slovan Škvrňavy |     |   |   |   |      |       |        |
| .                | SK Slavia Plzeň    |     |   |   |   |      |       |        |
| .                | SK Olympia Plzeň B |     |   |   |   |      |       |        |
| Stand: Endstand. |                    |     |   |   |   |      |       |        |

Finale
|                 | Ergebnis |                  |
| --------------- | -------- | ---------------- |
| SK Slavia Praha | 14:0     | SK Smíchov Plzeň |

### Pohár Dobrocinnosti 1915
Im zehnten Pohár Dobrocinnosti von 1915 spielten im Finale AC Sparta Praha und SK Kladno, das die Prager mit 6:2 gewannen.
Finale
|                 | Ergebnis |                  |
| --------------- | -------- | ---------------- |
| AC Sparta Praha | 6:2      | SK Sparta Kladno |

AC = Athletic Club, SK = Sportovní Klub

## Tschechische Fußballbewerbe 1916

### Mistrovstvi Cech 1916
Es wurde keine Meisterschaft im Rahmen des Mistrovstvi Cechy ausgetragen.

### Pohár Dobrocinnosti 1916
Im elften Pohár Dobrocinnosti von 1916 spielten im Halbfinale AC Sparta Praha, SK Libeň, SK Sparta Kladno und SK Viktoria Žižkov Praha um den Einzug ins Finale, das Žižkov gewann.
Semifinals
|                          | Ergebnis |                  |
| ------------------------ | -------- | ---------------- |
| AC Sparta Praha          | 6:1      | SK Libeň         |
| SK Viktoria Žižkov Praha | P16a     | SK Sparta Kladno |

Finale
|                          | Ergebnis |                 |
| ------------------------ | -------- | --------------- |
| SK Viktoria Žižkov Praha | 3:0      | AC Sparta Praha |

AC = Athletic Club, SK = Sportovní Klub

## Tschechische Fußballbewerbe 1917

### Mistrovstvi Cech 1917
Die Mistrovstvi Cech 1917 war eine Meisterschaft an der nur Vereine aus Prag und der näheren Umgebung teilnahmen. Als die erstplatzierte Mannschaft, der AC Sparta Praha, gegen jeden Verein gespielt hatte und uneinholbar in Führung lag, wurden die restliche Spiele der anderen Mannschaften nicht mehr ausgetragen.
| Pl.                                     | Verein             | Sp. | S | U | N | Tore    | Quote | Punkte |
| --------------------------------------- | ------------------ | --- | - | - | - | ------- | ----- | ------ |
| 1.                                      | AC Sparta Praha    | 8   | 8 | 0 | 0 | 034:600 | 5,67  | 16     |
| 2.                                      | SK Kladno          | 7   | 5 | 0 | 2 | 002:150 | 0,13  | 10     |
| 3.                                      | SK Slavia Praha    | 8   | 4 | 0 | 4 | 021:160 | 1,31  | 08     |
| 4.                                      | SK Viktoria Žižkov | 7   | 4 | 0 | 3 | 013:180 | 0,72  | 08     |
| 5.                                      | SK Smíchov Praha   | 7   | 2 | 1 | 4 | 015:260 | 0,58  | 05     |
| 6.                                      | SK Kročehlavy      | 6   | 2 | 0 | 4 | 014:190 | 0,74  | 04     |
| 7.                                      | SK Viktoria Plzeň  | 5   | 2 | 0 | 3 | 010:150 | 0,67  | 04     |
| 8.                                      | SK Sparta Kladno   | 7   | 1 | 1 | 5 | 010:170 | 0,59  | 03     |
| 9.                                      | SK Český Lev Plzeň | 5   | 1 | 0 | 4 | 007:130 | 0,54  | 02     |
| AC = Athletic Club, SK = Sportovní Klub |                    |     |   |   |   |         |       |        |
| Stand: Endstand.                        |                    |     |   |   |   |         |       |        |

### Mistrovství krajského svazu pre Království České OeFV 1917
Die Nachfolgemeisterschaft des DFVfB, die Mistrovství krajského svazu pre Království České OeFV von 1917 beteiligen sich vier Vereine: DFC Prag, SK Slavia Praha, AC Sparta Praha und SK Viktoria Žižkov Praha. Es gab ein Eklat, da SK Slavia Praha nicht gegen DFC Prag nicht antreten wollte. Es war die letzte Meisterschaft, die in Tschechien unter dem tschechischen ÖFB organisiert wurde.
| Pl.              | Verein                   | Sp. | S | U | N | Tore    | Quote | Punkte |
| ---------------- | ------------------------ | --- | - | - | - | ------- | ----- | ------ |
| 1.               | DFC Prag M17a            | 2   | 2 | 0 | 0 | 007:100 | 7,00  | 04     |
| 2.               | SK Viktoria Žižkov Praha | 2   | 0 | 2 | 0 | 003:300 | 1,00  | 02     |
| 3.               | AC Sparta Praha MC1      | 3   | 0 | 1 | 2 | 001:900 | 0,11  | 01     |
| 4.               | SK Slavia Praha M17a     | 3   | 1 | 1 | 1 | 008:600 | 1,33  | 0      |
| Stand: Endstand. |                          |     |   |   |   |         |       |        |